# Кондратьев, Александр Николаевич
Александр Николаевич Кондратьев (1929—1997) — российский учёный в различных областях атомной энергетики, доктор технических наук, лауреат Государственной премии СССР и премии Совета Министров СССР.

## Биография
Родился 10 февраля 1929 г. в д. Сабурово Красногорского района Московской области.
Окончил Московский химико-технологический институт (1952), инженер-технолог, физико-химик.
С 1953 г. работал во ВНИПИЭТ («Ленгипрострой» Главгорстроя, с 1957 г. — «п/я 45», в 1966 г. переименован в ГИКП (Государственный институт комплексного проектирования), в 1976 г. преобразован во ВНИПИЭТ): инженер-технолог, зам. гл. инженера по технологии, зам. директора по научной работе, главный научный сотрудник.
Доктор технических наук, профессор.
Участник ликвидации аварии на Чернобыльской АЭС, руководитель 3-й смены чернобыльской проектной бригады специалистов ВНИПИЭТ (с 2 по 20 августа 1986 года). Умер в 1997 году в Санкт-Петербурге.
Семья: жена, двое детей.

## Научная деятельность
Научные интересы: хранение, транспортирование, переработка ядерного топлива, обращение с радиоактивными отходами.

### Сочинения
- Разработка систем хранения ОЯТ в СССР / А. Н. Кондратьев, [и др.]. — Технический комитет МАГАТЭ «Поведение облученных ТВЭЛов и конструкционных материалов при длительном хранении отработавшего топлива». Ленинград, 26-30 мая, 1986.
- Радиохимическая переработка ядерного топлива АЭС / В. И. Землянухин, Е. И. Ильенко, А. Н. Кондратьев и др. — 2-е изд., перераб. и доп. — Москва: Энергоатомиздат, 1989. — 276 с.

## Награды
Лауреат Государственной премии СССР и премии Совета Министров СССР — за участие в проектировании и успешном пуске завода РТ-1 по переработке отработанного ядерного топлива (1977).
Награждён орденами Октябрьской Революции и «Знак Почёта».